# Tubo do Rochedo
O Tubo do Rochedo é uma gruta portuguesa localizada na freguesia da Madalena, concelho da Madalena do Pico, ilha do Pico, arquipélago dos Açores.
Esta cavidade apresenta uma geomorfologia de origem vulcânica em forma de tubo de lava e apresenta um comprimento de 150 m.